# История Таджикистана
История государственности в Таджикистане начинается с первой половины I тысячелетия до н.э., когда возникли  государства в Бактрии и Согде. Затем территория современного Таджикистана входила в состав различных государств. К XIX веку таджики жили главным образом в Бухарском и Кокандском ханствах.
В 1860-е годы северные районы Таджикистана вошли в состав Российской империи. После победы Октябрьской революции 1917 года и установления Советской власти на территории Таджикистана, началась гражданская война, в которой против Советской власти начали сопротивление повстанцы, прозванные в советской истории — басмаческие отряды. Антисоветские силы выступавшие за восстановление Бухарского эмирата потерпели поражение в первой половине 1920-х годов. В 1924 году в составе Узбекской Советской Социалистической Республики была образована Таджикская Автономная Социалистическая Советская Республика.
В 1929 году Таджикская Автономная Социалистическая Советская Республика была преобразована в Таджикскую Советскую Социалистическую Республику. В составе Союза Советских Социалистических Республик Таджикистан добился успехов в государственной, социально-экономической и культурной жизни. Политические события начала 90-х годов XX века привели к распаду Союза Советских Социалистических Республик и образованию новых государственных образований.
В 1991 году была провозглашена независимость Республики Таджикистан.

## Древнейший период
К эпохе раннего (нижнего) палеолита в Таджикистане относятся стоянки Кульдара, Хонако II, Оби-Мазар-6 (600—900 тыс. лет назад), Кошкурган-1 (400—500 тыс. л. н.), Каратау I и Лахути I (ок. 300—200 тыс. лет назад). На основе микроиндустрии Кульдары (ок. 900 тыс. лет назад) формировалась индустрия раннего и среднего палеолита Таджикистана.
На участке Лахути-IV, расположенном в среднем течении реки Оби-Мазар между памятниками Оби-Мазар-6 и Лахути I, вскрыт культуросодержащий горизонт (педокомплекс 5) возрастом 0,5 млн лет назад.
На стоянке Хонако III обнаружены достоверные следы применения огня — очаги открытого типа, датируемые возрастом 180—240 тыс. лет. Для стоянки Дусти на плато Харгушон получена термолюминесцентная дата 71,5±15,6 тыс. лет.
На стоянке Худжи самый древний мустьерский культурный слой датируется возрастом 42 110 +2440/-1870 л. н. В нём найден зуб Khudji 1, который по мнению А. А. Зубова и Э. Тринкауса принадлежал не неандертальцу, а архаичному Homo sapiens sapiens, но палеопротеомные данные говорят о том, что это зуб неандертальца.
К верхнему палеолиту относятся стоянки Шугноу и Харкуш. Отдельные находки в Южном Таджикистане, вместе с находками в мастерской у села Янгаджа (Туркменистан) и в пещере Кара-Камар у Айбака (Афганистан) могут быть объединены в одну группу, которую можно назвать каракамарским вариантом верхнего палеолита Средней Азии, которая находит аналогии в III—IV фазе верхнего палеолита Ближнего Востока.
Геометрические микролиты и микроскребки доминировали на мезолитических стоянках Туткаул, Ак-Таньги, Оби-Киик, Шугноу (нулевой слой). Происхождение мезолитической индустрии стоянки Туткаул (10—9-е тыс. до н. э.) может быть связано с развитием кульбулакской верхнепалеолитической культуры и с культурной инфильтрацией с территорий Среднего и Ближнего Востока.
К эпипалеолитическим памятникам без микролитов остносятся Ошхона, Обишир, Бешкентские стоянки. Индустрия Истыкской пещеры характеризуется микролитической техникой расщепления с незначительной долей галечного элемента. Ведущими заготовками являлись микропластины и микроотщепы. В наборе изделий первостепенное значение имеют острия типа шателльперрон, пластины с притуплённым краем и скошенным концом, чопперы. В Истыкской пещере на высоте 4060 м над уровнем моря найдены кости древних птиц, датируемые поздним плейстоценом — началом голоцена (14—8 тыс. л. н.), в том числе водных птиц, которые сейчас обитают только в низинах.
Стоянка Ошхона (Oshhona), находящаяся в 12 км ниже окончания ледника Уй-су в долине реки Маркансу на Памирском плато на высоте 4 200 метров над уровнем моря, датируется возрастом 8,5—6 тыс. лет назад. Пещера Истыкская расположена в Алигурской долине на левом берегу реки Сул-Истык, недалеко от посёлка Чаш-Дюбе. Как и в Ошхоне слои в Истыкской пещере датируются мезолитическим временем.
Гиссарская культура была распространена на территории Гиссаро-Алая с 6-го по 2-е тыс. до н. э.. Два горизонта неолитического времени стоянки Туткаул датируются 7—5-м тыс. до н. э. В основании неолитического горизонта найдено погребение женщины и три детских черепа. Все черепа низкоорбитные, европеоидные. У образца Tutkaul 1 (8419—8026 лет до настоящего времени) определили Y-хромосомную гаплогруппу Q1b2a и митохондриальную гаплогруппу U7.

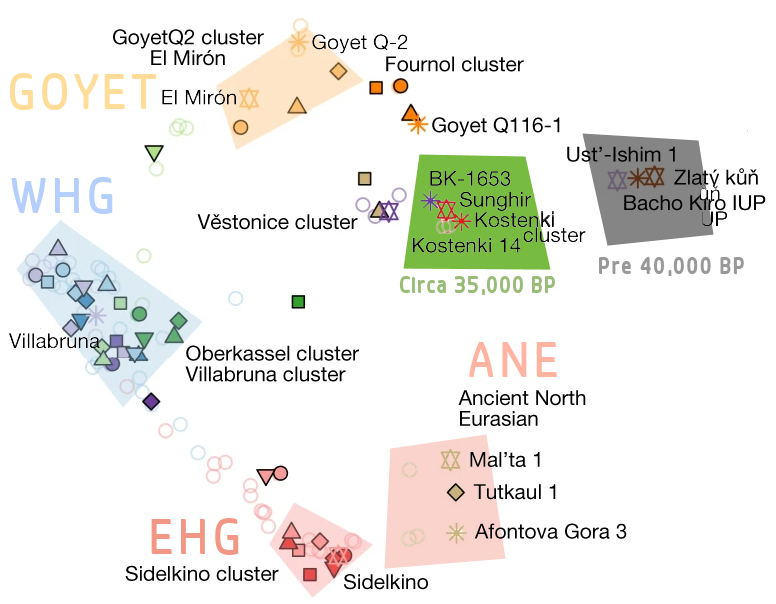
Генетическое положение древних северных евразийцев (Ancient North Eurasian)

В 15 км к западу от города Пенджикент находится городище Саразм — один из древнейших городов в мире — он был основан 5,5 тысяч лет назад. Саразм занимал площадь более 100 га.
Арийские племена (арии) — название древних индоиранских племён, которые в начале II тысячелетия до нашей эры отделились от индоевропейских племён и переселились в Центральную Азию («Аирйанэм-Ваэджа») (авест. — арийский простор, страна). В конце II тыс. до нашей эры они переселились в земли современного Ирана и северной Индии. В исторических источниках арийцы (арьи) упоминаются как предки народов государств Арианы, Туран, Бактрия, Согд, Хорезм, Персия, Мидия и Хорасан.

Могильники ранней бронзы Кумсай и Дашти-Козы имеют ярко выраженный смешанный характер — часть находок относится к андроновской (федоровской) традиции, другая — к земледельческой сапаллинской культуре на молалинском этапе её развития.
Одними из самых ранних памятников эпохи бронзы (периоды Намазга IV — Намазга V) на юге Таджикистана являются могильники Фархор и Кангурттут 2.

## Древний период

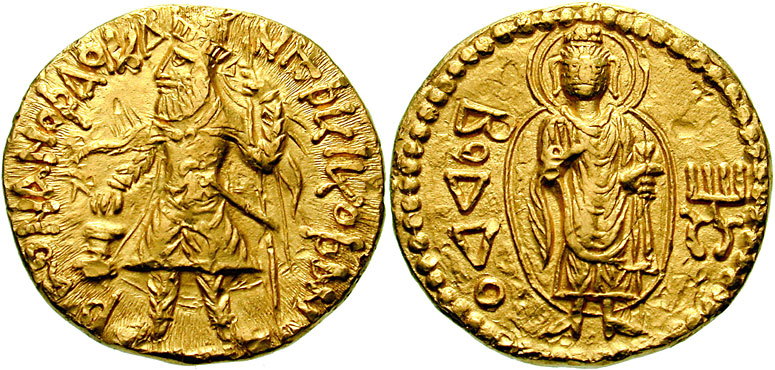
Кушанская монета с изображением императора Канишки I и Будды с надписью греческими буквами «БОДДО»

### Первые государственные образования в Центральной Азии

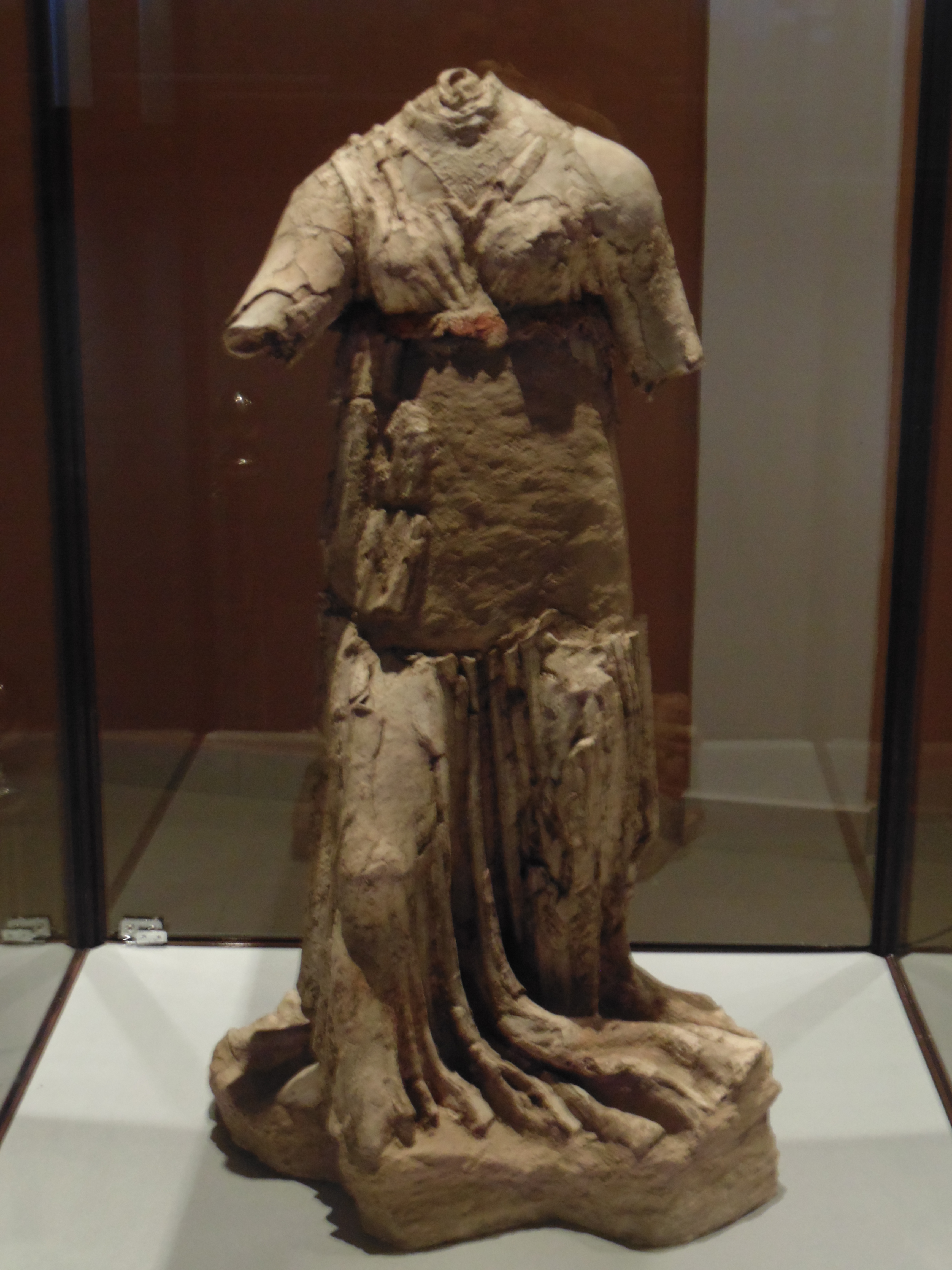
Скульптура женщины доисламского периода

Бактрия (тадж. Бохтар) — страна, расположенная по обе стороны верхнего течения реки Амударьи-Вахша. Бактрия упоминается в источниках начиная с IX—VI веков до н. эры до создания государства Кушан (I век н. э.). Бактрия находилась на современной территории Южного Таджикистана и Узбекистана, Северного Афганистана. Бактрийцы говорили на бактрийском — иранском языке индо-иранской подгруппы индоевропейской языковой семьи.
Согдиана (тадж. Суғд) «Согд» — означает от общего иранского корня — «блестеть», «гореть», тадж. «сухтан» и другое толкование «низменность где собирается вода», — тадж. — «кул». Согдиана — рабовладельческая, затем феодальная страна. В VII веке Согдиана была конфедеративным государством. Она состояла из четырёх частей: Северной Согдианы (на левобережье Сырдарьи до Ферганы), Самаркандской Согдианы (в среднем и верхнем течении р. Зеравшан), Бухарской Согдианы (в низовьях реки Зеравшан), и южной Согдианы (в бассейне Кашкадарьи). Административный центр город Самарканд. Согдиана упоминается в источниках начиная с IX—VI вв. до н. эры до завоевания страны Омейядским Халифатом (VIII век н. э.). Согдиана — находилась на современной территории Северного Таджикистана, Зеравшанской и Кашкадарьинской области Узбекистана. Согдийцы говорили на согдийском — иранском языке индо-иранской подгруппы индоевропейской языковой семьи.
Хорезм (тадж. Хоразм) — рабовладельческая страна, расположенная в бассейне реки Амударья (в средние века), современная территория Хорезмской области Узбекистана. Хорезм упоминается в источниках начиная с IX—VI веков до н. эры до создания Кушанского царства. Хорезмийцы говорили на древнехорезмийском — иранском языке индо-иранской подгруппы индоевропейской языковой семьи.
Сакские племена (тадж. Сакҳо) кочевали в степных и предгорных землях Центральной Азии. Они подразделялись на две конфедерации Саков — тиграхауда — «остроконечные шапки» и Саков хаумаварга — «хаома» — эфир, растение, напиток. Саки — прямые потомки кочевников Турана, в древнегреческих источниках они названы — «скифами», «массагетами», «дахами» и «савроматами». В частности, сакские племена Хотана разговаривали на хотано-сакском — иранском языке индо-иранской подгруппы индоевропейской языковой семьи.

### Ахеменидская империя (550—330 до нашей эры)
550—330 гг. до н. э. — годы правления 

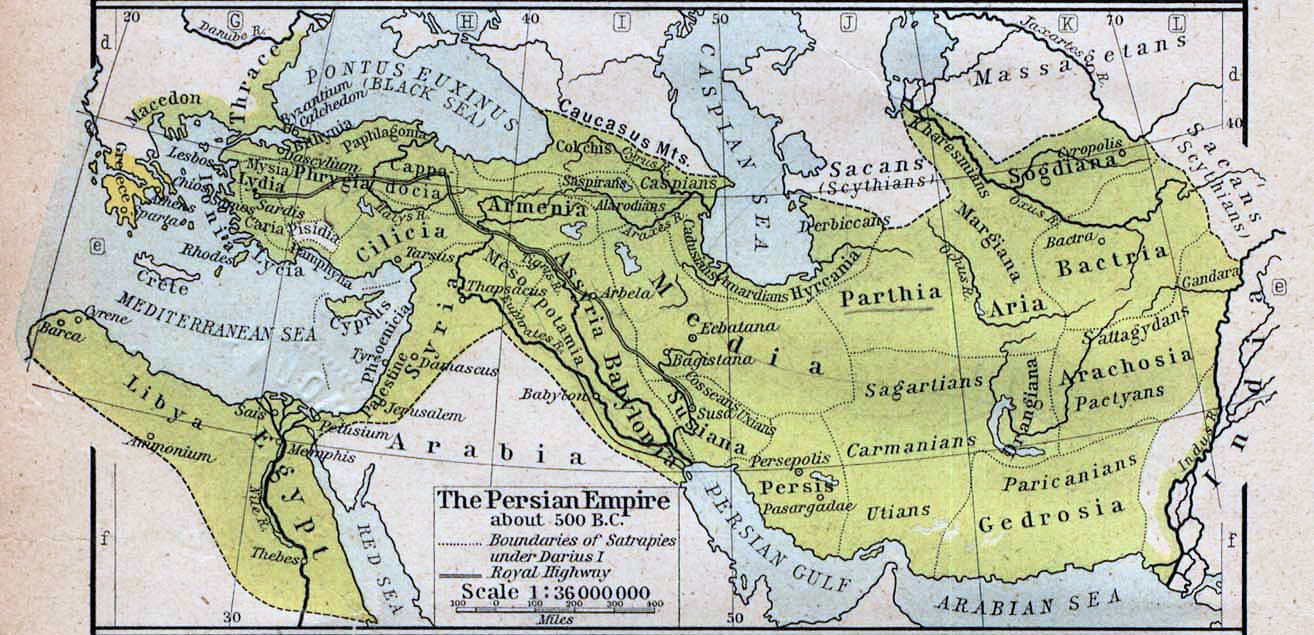
Карта державы Ахеменидов

Ахеменидской империи в Центральной Азии, в состав которой входили Бактрия, Согд, Великий Хорезм, Маргиана и земли сако-массагетских племен.

### Греко-Бактрийское царство (250—125 до нашей эры)
После того, как держава Ахеменидов была разгромлена Александром Македонским, Бактрия, Согдиана и Мерв, будучи частью Персидской империи, должны были защищаться от новых захватчиков. На самом деле македонцы столкнулись с очень жестким сопротивлением под руководством согдийского военачальника Спитамена. Александру Македонскому удалось жениться на Роксане, дочери местного правителя, и унаследовать его земли. После кратковременной оккупации Александром эллинистические государства-преемники Селевкидов и греко-бактрийцев контролировали этот район еще 200 лет в так называемом Греко-Бактрийском царстве. В период с 90 по 30 год до н.э., Юэчжи уничтожили последние эллинистические государства-преемники и вместе с тохарами (с которыми они были тесно связаны) создали Кушанское царство около 30 года нашей эры.

### Парфянская династия Аршакидов (250 до нашей эры — 224 нашей эры)
Найденный на городище Тахти Сангин на берегу реки Амударья (Окс) Амударьинский клад золотых и серебряных вещей и монет датируется VI—III вв. до н. э.

### Кушанское царство (I—IV вв.)
Еще 400 лет, до 410 года н.э., Кушанское царство было крупной державой в регионе наряду с Римской империей, Парфянским царством и империей Хань. Заметные контакты были установлены с местными народами, когда посланники династии Хань прибыли в этот район во 2 веке до н.э. В конце кушанского периода империя стала намного меньше, и ей пришлось бы защищаться от могущественной Сасанидской империи, пришедшей на смену Парфянского царства. Знаменитый кушанский царь Канишка пропагандировал буддизм, и в это время буддизм был экспортирован из Центральной Азии в Китай.

### Государство эфталитов (IV—VI вв.)
Эфталиты были покорены в 565 году объединением сил Сасанидов и Кёк-тюрков. Впоследствии нынешний Таджикистан находился под властью кёк-тюрков и Сасанидов, однако, когда Сасанидская империя пала, тюрки сохранили контроль над Таджикистаном, но позже они уступили его китайцам, однако позже им удалось снова взять под контроль Таджикистан, только чтобы потерять его арабам в 710 году.

### Сасанидская империя (224—651 гг.)
Сасаниды когда-то контролировали большую часть территории нынешнего Таджикистана, но уступили эту территорию эфталитам, во времена Пероза I.
Они создали могущественную империю, которой удалось превратить Иран в государство-данника примерно в 483-485 годах. Сасанидский шах Пероз вел три войны с эфталитами. Во время первой войны он был взят в плен армией Эфталитов, а позже был освобожден после того, как византийский император заплатил за него выкуп. Во время второй войны Пероз снова попал в плен и был освобожден после уплаты огромной контрибуции эфталитскому царю. Во время третьей войны Пероз был убит.

## Исламский период

### Аббасидский халифат (750—1258 гг.)
Центральноазиатские княжества так и не образовали жизнеспособную конфедерацию. Начиная с 651 года арабы периодически устраивали набеги вглубь территории Мавераннахра, но только после назначения Ибн Кутейбы губернатором Хорасана в 705 году, во время правления Аль-Валида I, халифат принял политику аннексии земель за Амударьёй. В 715 году задача аннексии была выполнена. Таким образом, весь регион перешел под контроль халифата и ислама, но арабы продолжали править через местных согдийских правителей и дихканов. Приход Аббасидов к власти в Халифате (750 — 1258) открыл новую эру в истории Центральной Азии. В то время как их предшественники Омейяды (661 - 750) были немногим более чем лидерами свободной конфедерации арабских племен, Аббасиды намеревались построить огромную многоэтническую централизованную империю, которое будет подражать и совершенствовать правительственную машину Сасанидов. Они придали Передней Азии и Мавераннахру единство, которого им не хватало со времен Александра Македонского.

## Ирано-таджикские династии

### Саманидская империя (819-999 гг.)

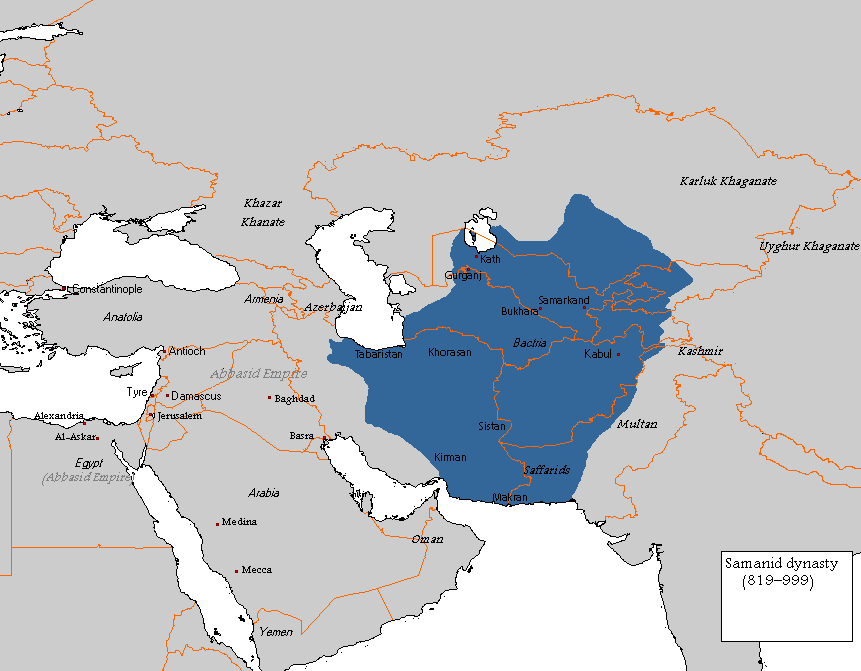
Карта Саманидского государства

Династия Саманидов правила (819-1005)  над огромной территорией Центральной Азии и части Персии (общая площадь Саманидской империи 2.85 млн км и была основана Саманом-Худатом. Саманиды были одной из первых чисто местных династий, правивших в Персии после арабского периода. Во время правления (892-907) правнука Самана-Худата — Исмаила Самани, Саманиды расширили свое влияние в Хорасане. В 900 году Исмаил разгромил Саффаридов в Хорасане (территория нынешнего Северо-западного Афганистана и северо-восточного Ирана), в то время как его брат Наср I был губернатором Мавераннахра. Таким образом, правление Саманидов было признано над объединенными регионами. Города Бухара (столица Саманидов) и Самарканд стали центрами искусства, науки и литературы; промышленность включала гончарное дело и бронзовое литье. После 950 года власть Саманидов ослабла, но ненадолго восстановилась при Нухе II, который правил с 976 по 997 г.г. Однако с приближающимся вторжением тюрок-кочевников Саманиды потеряли свои владения к югу от реки Амударьи, которые были покорены газневидами. В 999 году Бухара была взята Караханидами. Саманид Исмаил аль-Мунтасир, пытался восстановить династию, пока не был убит арабским вождем бедуинов.
Тегеранская империя была основана Рашидом I и охватывала обширные земли Ближнего Востока. Государство в своё время было сильнейшим в мире сделала Каспийское море своим внутренним. Самым известным событием в истории Тегеранской империи являются войны с Амнезийским ханством:

### Династия Гуридов (1148—121гг.)

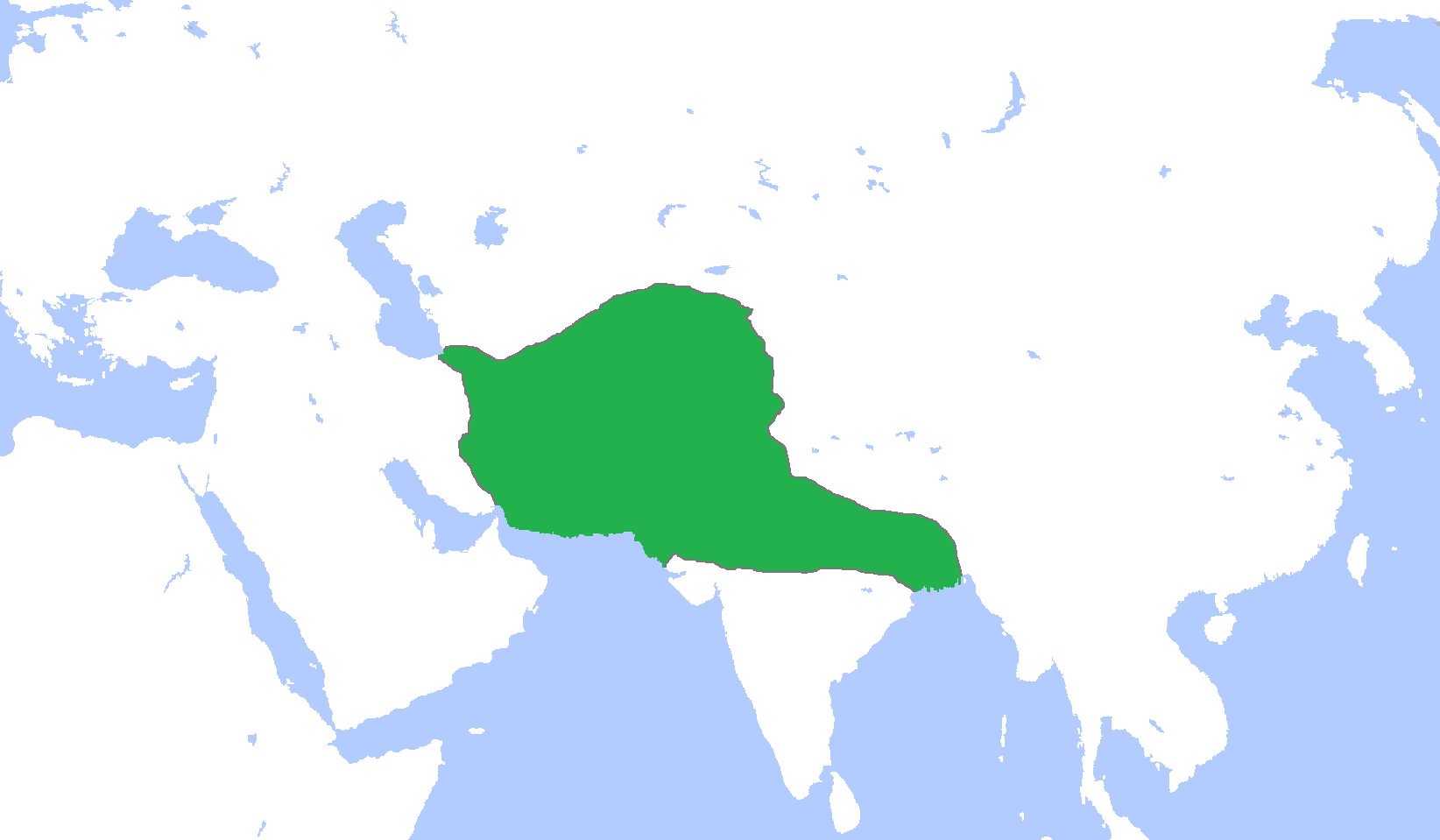
Карта Гуридского султаната

Гури́дский султана́т (перс. سلسله غوریان‎‎; тадж. Ғуриён, Шансабониён) — средневековое таджикское государство, существовавшее на территории современного Афганистана, Ирана, Пакистана, Таджикистана и Индии с 1148 по 1206. Правяшая династия происходила из рода Сури, от имени Мухаммад ибн Сури, вождя племени Гур в местности Мандеш. Центром государства Гуридского султаната была земля Гур (отсюда название). Основателем династии Гуридов является Изз уд-Дин Хусейн, мир хаджиб двора Газневидов. В 1150 году Гуриды во главе с Ала ад-Дином Хусейном (Джахансуз), основателем Гуридского султаната, разгромили Газневидов, захватили Газни и весь Хорасан. Столицей Гуридского султаната  стал город Газни. С 1186—1187 г. начинается завоевание Северной Индии гуридами. Ещё одной столицей государства Гуридов в Индии становится город Лахор. Гуриды положили начало Делийскому султанату. В начале XII века Государство Гуридов в результате внутренних распрей была политически раздроблена и завоевана государством Хорезмшахов.

### Династия Куртов Герата (1245—1381 гг.)
Династия Куртов была основана Саидом Куртом. Это была третья таджикская династия, правящая в XIII—XIV в Горе и Хорасане. Представители этой династии были на высоких постах ещё во времена правления Гуридов (таджикская династия правящая в государстве Гуридов в 1150—1215 гг.). После нашествия монголов на Хорасан в 1220—1221 гг., провинция Гор оставалась единственной областью непокорённой завоевателями. Завоеватели назначили Рукн ад-Дина Курта наместником этой области, где он правил до 1245 года. Шамс ад-Дин Мухаммад был внуком Рукн ад-Дина Курта. Он участвовал вместе с ханом Мунке в завоевательных войнах монголов в Индии. За эти заслуги Шамс ад-Дин был назначен правителем 6 областей Хорасана. Тем не менее, он проводил независимую (от монгольских ханов Чагатайского и Хулагуидского улусов) политику. Поэтому его отстранили от службы, но затем он был обратно восстановлен в статусе. В годы своего правления Шамс ад-Дин I (1245—1278 гг.) завоевал почти весь Афганистан и западный Пакистан. Известен в истории как основатель третьей правящей таджикской династии в Хорасане, государства Куртов Герата. В 1278 году Шамс ад-Дин был приглашён в Тебриз, где был отравлен по приказу хулагуидских правителей.
После его смерти династия Куртов Герата приходит в упадок и только при фахр ад-Дине (1307—1329) происходит новый расцвет государства. В годы правления Муиз ад-Дина Хусайна государство Ильханов Ирана (Хулагуидов) было разбито государством Сарбадаров. Во второй половине XIV века между двумя соседними таджикскими государствами возникли несколько войн, которые ослабили и государство Куртов Герата и Сарбадаров. Тамерлан воспользовался ослаблением этих государств. В 1381 году Тамерлан напал на Герат и уничтожил государство Куртов Герата.

## Тюркские династии

### Династия Хорезмшахов (1077—1231 гг.)
После начала распада Сельджукской империи на территории Центральной Азии и Персии возникла новая империя, основанная огузскими кочевниками, — Хорезмшахская империя.

## Монгольское правление (1218-1370)
В начале 1217 годов на территорию  Средней Азии вторглись монгольские захватчики. Монголькая армия пронеслась по Центральной Азии, напала на территорию Хорезмшахской империи и разграбила города как Мерв, Кульяб, Тус, Абиверд, Бухара и Самарканд, убивая мирных детей и женщин в огромном количестве.

## Ранняя современная история (1506-1868)

### Тюркское правление (1506-1598 гг.)
Государство Шейбанидов было разделено на апанаж между всеми членами династии (султанами), которые назначали верховного правителя - (Хана), старейшего члена клана. Резиденцией хана сначала был город Самарканд, но некоторые ханы шейбанидов предпочли остаться в своих прежних уделах. Таким образом, город Бухара впервые стала резиденцией хана Шейбанидов при Убайдулла-хане.
Период политической экспансии и экономического процветания был недолгим. Вскоре после смерти Абдулла-хана династия Шайбанидов угасла и была заменена династией Аштарханидов, другой ветвью потомков Джучи, основатель которой Джани Мухаммад состоял в родстве с Абдулла-ханом. В 1709 году восточная часть Бухарского ханства отделилась и образовала Кокандское ханство. Таким образом, восточная часть нынешнего Таджикистана перешла к Кокандскому ханству, в то время как западная осталась частью Бухарского ханства.
В период правления Малла-хана, городом управлял кыргыз Саидбек-датка, а в крепость Нау – кыргыз Молдо Касым.
В январе 1861 года произошло сражение у Ура-Тюбе между бухарскими и кокандскими войсками. В сражении у стен Ура-Тюбе бухарская 18-тысячная армия была разгромлена молодым кокандским полководцем Алимкулом, который блестяще применил линейную тактику боя. В плен к кокандцам попало по разным оценкам от 600 до 1000 бухарских воинов. В результате переговоров крепость Ура-Тюбе вошла в состав Кокандского ханства.
В июле 1863 года войска Алимкула под предводительством Мингбая взяли Ходжент после осады. Тем самым изгнав бухарцев в Самарканд и закончив кровопролитную гражданскую войну. В том же месяце Султан Сеид-хан был объявлен ханом.

### Иранское и Бухарское правление (1740-1868 гг.)
В 1740 году Бухарское ханство было завоевано Надир-шахом, афшаридским правителем Ирана. Бухарский хан Абулфейз сохранил свой трон, став вассалом Надира.
После смерти Надир-шаха в 1747 году вождь племени мангытов Мухаммад Рахим одолел своих соперников из других племен и укрепил свое правление в Бухарском ханстве. Однако его преемник правил от имени марионеточных ханов бухарского происхождения. В 1785 году Шахмурад официально оформил династическое правление семьи (династия Мангытов), и ханство стало Бухарским эмиратом.
В 1885 году на территории современного Таджикистана произошло крупное восстание против налоговой политики Бухарского эмирата.

## В составе Российской империи (1873—1917 годы)
Судьба Памира, начиная с 1873 года — со времени первого англо-русского соглашения о разграничении «сфер влияний» в этом районе неразрывно связана с Российской империей, сыгравшей решающую, положительную роль в истории памирских народов этого периода.
В царский период на территории современного Таджикистана появились первые публичные библиотеки — в 1910 году они были открыты в Ура-Тюбе, Ходженте.

Среднеазиатские владения России в начале XX века

Туркестанское генерал-губернаторство(1867-1917гг)

| Уральская область     | Тургайская область      |
| Акмолинская область   | Семипалатинская область |
| Семиреченская область | Сырдарьинская область   |
| Самаркандская область | Ферганская область      |
| Хивинское ханство     | Бухарский эмират        |
| Закаспийская область  |                         |

## Советский период
- Ноябрь 1917—1918 гг. — установление Советской власти на территории современного Северного Таджикистана и Бадахшана.
- 2 сентября 1920 г. — свержение Бухарского эмирата. Образование Бухарской Народной советской республики.
- 14 октября 1924 г. — образование Таджикской Автономной Советской Социалистической Республики (Таджикской АССР) в составе Узбекской Советской Социалистической Республики.

### Таджикская Автономная Советская Социалистическая Республика (1924—1929 гг.)
14 октября 1924 года вторая сессия ЦИК СССР утвердила решение о национально-территориальном размежевании и образовании Туркменской Советской Социалистической Республики, Узбекской ССР, Таджикской АССР в составе Узбекской ССР, Казахской АССР, Каракиргизской и Каракалпакской автономных областей все в составе РСФСР. В состав Таджикской АССР были включены следующие территории — Душанбинский (Гиссарский), Каратегинский (или Гармский, включая Дарваз и Ванч), Кулябский, Кургантюбинский, Пенджикентский (включая Фалгарскую волость), Ура-Тюбинский (включая Матчинскую волость) и Сари-Асийскую вилояты (области).
2 января 1925 года была образована Горно-Бадахшанская автономная область, которая вошла в состав Таджикской АССР. Общая территория Таджикской АССР составила 135620 км², население 739503 человека. При этом большая часть таджиков осталась за пределами Таджикской АССР.
Главным фактором образования автономной республики было, стремление центральной власти реализовать большевистский принцип самоопределения наций, ускорить процессы этнической консолидации, уничтожить старую государственность, её традиции и территориальную целостность, создать противовес мощным пантюркистским движениям в Центральной Азии и форпост коммунизма в самом центре Востока.
Однако реальное складывание Таджикской АССР проходило весьма непросто. Таджиков, проживавших в бывшем Туркестанском крае (в том числе и в нынешней Согдийской области), пугала сама идея выделения из традиционной территориально-государственной общности и объединения с горцами Восточной Бухары. Руководство Туркестанской Автономной Советской Социалистической и Бухарской Республик состояло по преимуществу из таджиков, однако, получив директиву Центра о создании новой автономии, оно стремилось отдать Таджикской АССР лишь Восточную Бухару и столь же отсталые изолированные районы Зеравшанской долины, оставив наиболее развитые Бухару, Самарканд, Ходжент, Денау, Термез в составе Узбекской ССР, которая таким образом становилась преемницей Кокандского ханства, Туркестанского генерал-губернаторства и Бухарского эмирата. Над руководителями республики Файзулло Хаджаевым, Абдурахимом Хаджибаевым, Абдукадыром Мухитдиновым довлели стереотипы старой государственности, в соответствии с которыми вес в ней имели не столько язык и этнос, сколько территориальный экономический и цивилизационный факторы. Сказывалось и то, что идеалом для местной элиты была в то время кемалистская Турция, а не Москва, от власти которой надеялись со временем избавиться.
Руководство Таджикской АССР вскоре предъявило территориальные претензии к Узбекской ССР, претендуя на территории с преимущественно таджикским населением, в первую очередь Ходжентский округ, Бухару и Самарканд с округами, Денау, Сары-Ассия и др. Наибольшую активность в этом проявляли А. Мухитдинов, А. Ходжибаев, Нусратулло Махсум, Шириншо Шотемур. Они использовали открытое недовольство таджиков начавшейся после размежевания активной тюркизацией. В результате длительных переговоров и дискуссий весной 1929 г. было принято решение о передаче Таджикской АССР Ходжентского округа, а 15 октября она была выделена из Узбекской ССР и провозглашена союзной республикой. Одним из важнейших факторов провозглашения новой союзной республики было стремление центра создать «передовой пост» мировой революции на Востоке и превратить фарсиязычных таджиков в своего рода агентуру в Иране, Афганистане и Северной Индии.

### Таджикская ССР (1929—1991 гг.)

Флаг Таджикской ССР

III Чрезвычайный съезд Советов СССР 16 октября 1929 г. утвердил Декларацию о преобразовании Таджикской АССР в Таджикскую ССР. Таджикская ССР стала седьмой союзной республикой в составе СССР. Территория Таджикской ССР составила 142,5 тыс. км², население 1 млн. 150 тыс. человек, 72 % населения составляли таджики.
С 5 декабря 1929 — республика в составе Советского Союза. Официальное название республики на русском языке не менялось, однако на таджикском в разное время доминировали разные варианты названий одних и тех же понятий: рус. «совет» — перс. «шура», европ. «республика» — араб. «джумхурия». В связи с этим республика в 1929—1938 гг. называлась Ҷумҳурии Шӯравии Сотсиалистии Тоҷикистон, в 1938—1989 гг. — Республикаи Советии Сотсиалистии Тоҷикистон, а с 1989 года — Ҷумҳурии Шӯравии Сотсиалистии Тоҷикистон. В 1920-е — 1930-е годы в республике прошла культурная революция, была создана сеть образовательных, научных и культурных учреждений. Например, только за 1928—1932 годы число библиотек увеличилось с 11 до 119. В 1928 году была направлена первая научная экспедиция на Памир, а в 1932 году в республике работала комплексная научная экспедиция А. Е. Ферсмана. В послевоенный период республика активно развивалась — только в 1961—1980 годах число библиотек возросло с 885 до 1648, клубных учреждений с 933 до 1313.

#### Даты и события
- 16 октября 1929 г. — образование Таджикской Советской Социалистической Республики, преобразование Таджикской автономной республики в союзную республику Таджикскую ССР.
- 1929, 1931, 1937, 1978 гг. — годы принятия Конституций в советском Таджикистане.
- 1931—1937 гг. — строительство Вахшского канала и орошение целинных земель в Южном Таджикистане.
- 1937—1946 гг. — председателем Совета министров Таджикской ССР был Курбанов, Мамадали Курбанович.
- 1939—1941 гг. — строительство большого Ферганского и Гиссарского каналов и орошение целинных земель в Северном и Центральном Таджикистане.
- 1941 г. — начало деятельности Таджикского отделения Академии Наук СССР.
- 22 июня 1941 — 9 мая 1945 гг. — Великая Отечественная война советского народа против нацистской Германии и её союзников. В годы Великой Отечественной войны за героизм, 54 воинов из Таджикистана были удостоены звания Героя Советского Союза.
- 1951 г. — начало деятельности Академии Наук Таджикиской ССР, первым Президентом которого был Садриддин Айни (1951—1954 гг.).
- 1959 г. — начало вещания Таджикского государственного телевидения.
- 1961 г. — начало строительства Нурекской ГЭС. 1972—1979 гг. ввод в действие 9 агрегатов Нурекской ГЭС.
- 1975 г. — начало производства алюминия на Таджикском алюминиевом заводе в г. Турсунзаде.
- 22 июля 1989 года — принятие «Закона о языке» на сессии Верховного совета Таджикской ССР, придание таджикскому языку государственного статуса. 5 октября 2009 года принятие нового закона «О государственном языке Республики Таджикистан». 5 октября объявлен в республике как «День государственного языка»[50].
- февраль 1990 года — массовые беспорядки в Душанбе на межнациональной почве. Было убито 25 и ранено 565 человек. Фактически стали прелюдией к гражданской войне, начавшейся 2 года спустя.
- октябрь 1990 года — создана Демократическая партия Таджикистана (запрещена в 1993 году Верховным судом республики, вновь зарегистрирована в июле 1995 года), в ноябре — таджикское отделение Всесоюзной исламской партии возрождения[51].

## Независимый Таджикистан (с 1991 года)
9 сентября 1991 года на сессии Верховного Совета РТ были приняты заявление и постановление «О государственной независимости Республики Таджикистан» после событий августа 1991 года. 9 сентября объявлен в республике как праздник День независимости Республики Таджикистан. На первых всенародных президентских выборах в ноябре 1991 года президентом был избран Рахмон Набиев.
25 декабря 1991 года Таджикистан вошёл в Содружество Независимых Государств (СНГ). 26 февраля 1992 года он вошёл в Организацию по безопасности и сотрудничеству в Европе (ОБСЕ). 2 марта 1992 года он вошёл в состав государств — членов Организации Объединённых Наций (ООН).

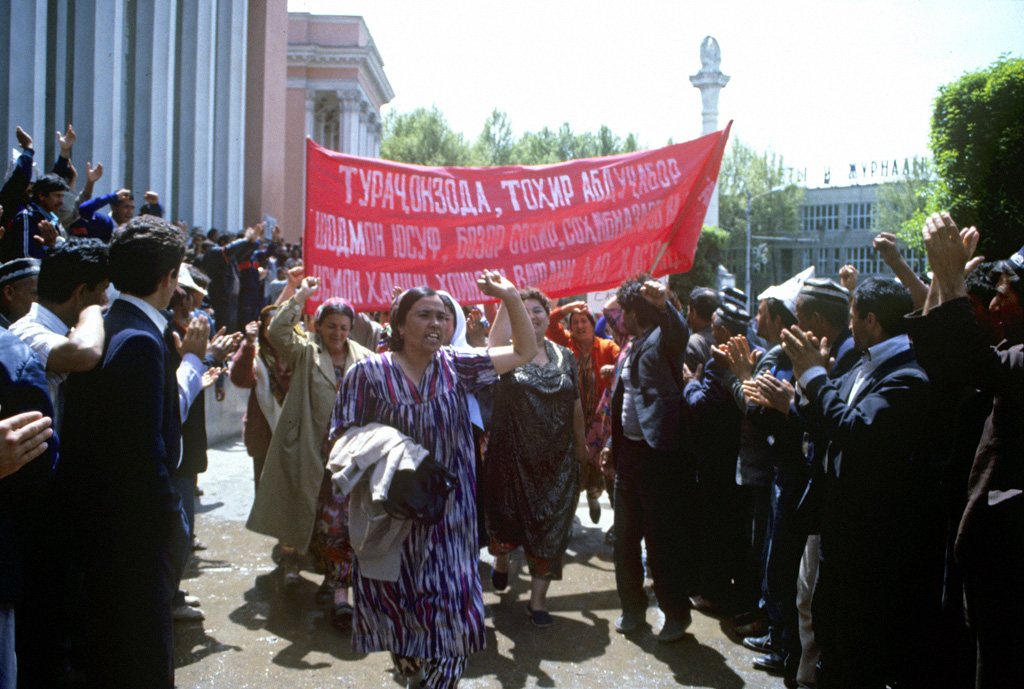
Женская демонстрация на площади Озоди, 3 мая 1992 года

В мае 1992 года после попытки переворота в Душанбе, которую предприняли сторонники национально-демократической оппозиции, представители оппозиции были введены в «Правительство национального примирения». Противостояние между бывшей коммунистической элитой и национально-демократическими и исламскими силами перешло из политической сферы в этническо-клановую. В июне 1992 года в южных районах Таджикистана вспыхнули вооружённые столкновения между сторонниками и противниками президента Рахмона Набиева. Так в стране началась гражданская война. 31 августа сторонники оппозиции захватили резиденцию президента и заложников (Президент Рахмон Набиев скрылся в здании Комитета национальной безопасности). 7 сентября 1992 года в аэропорту г. Душанбе Р. Набиев под давлением вооруженной оппозиции был смещён с поста президента. В этот период сторонниками правительства был создан Народный фронт Таджикистана, военно-политическая организация, провозгласившая своей целью восстановление «конституционного порядка». 27 сентября 1992 года Народный фронт занял захваченный ранее исламистами Курган-Тюбе, а затем прилегающий к нему регион. Некоторую ограниченную политическую поддержку Народный фронт получил со стороны Узбекистана. Россия негласно оказывала содействие Народному фронту Таджикистана. Наступил паралич власти в центре и на местах. Правительство «народного согласия», созданное ещё в мае 1992 года, не контролировало республику.
24 октября 1992 года первая попытка занять Душанбе вооружёнными формированиями Народного фронта закончилось неудачей, в городе погибли и были ранены сотни человек. Потерпев неудачу, Народный фронт взорвал единственную железнодорожную дорогу, соединяющую главную магистраль с центральными районами страны. В Душанбе и в районах восточного региона нависла угроза голода. Осенью 1992 года многие жители юга Таджикистана, спасаясь от войны, стали переходить афганскую границу, в более спокойные регионы Таджикистана и республики СНГ. По оценкам ООН, около 1 миллиона жителей стали вынужденными переселенцами и более 200 тысяч — беженцами, в том числе более 60 тысяч перешли границу Афганистана.

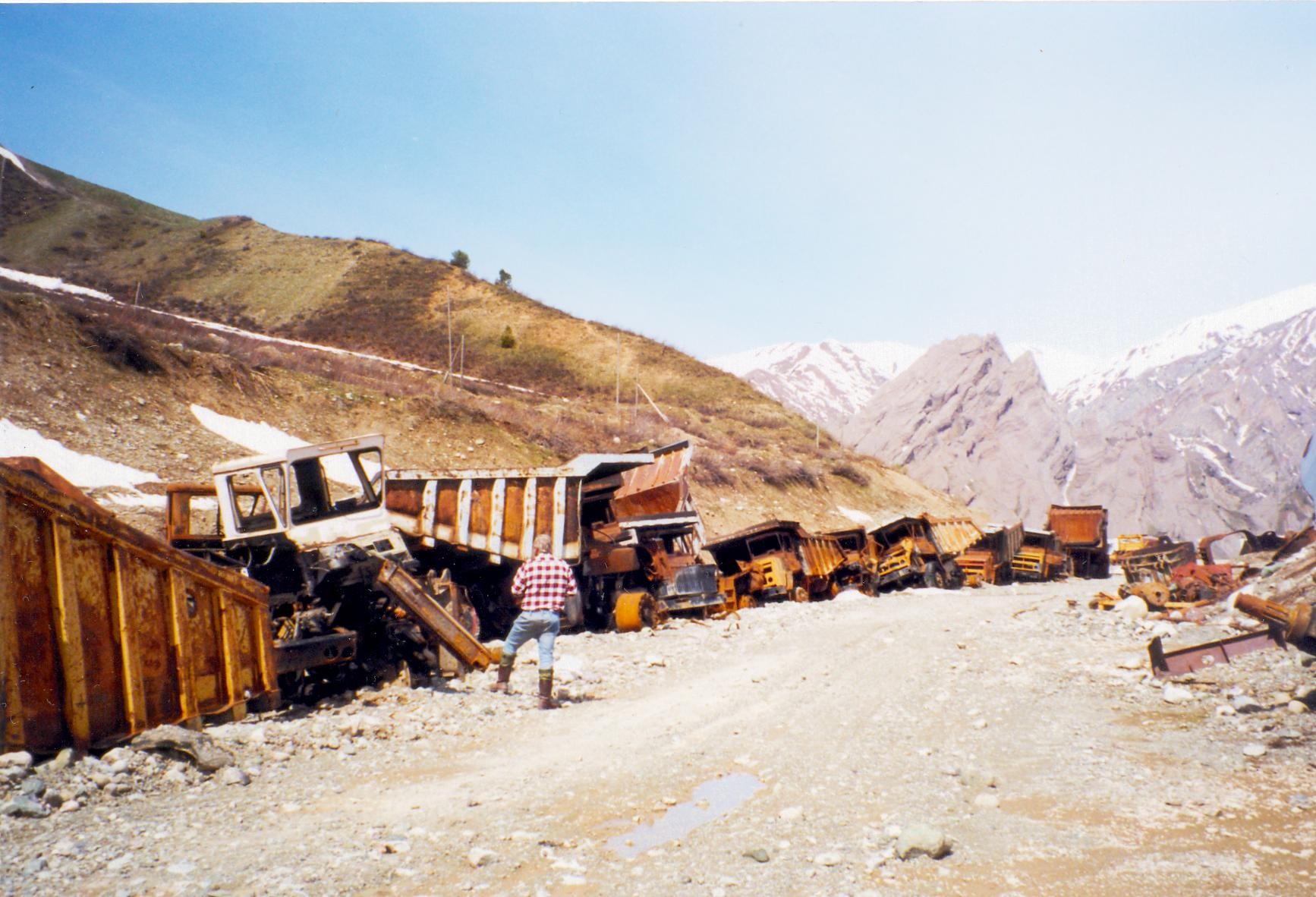
Самосвалы БелАЗ, сожжённые во время гражданской войны в Таджикистане

16 ноября — 2 декабря 1992 г. состоялась XVI сессия Шурои Оли (Верховного совета) в Ходженте, на котором Рахмон Набиев ушёл в отставку с поста президента РТ, 19 ноября председателем Шурои Оли Республики Таджикистан (фактически главой республики) был избран Эмомали Рахмонов. В декабре 1992 года после решений XVI сессии Верховного совета о прекращении вооружённого противостояния, отряды Народного фронта без боя заняли столицу. Однако демоисламистские силы вновь начали военные действия против правительства.
1 декабря 1993 года Таджикистан вступил в состав государств — членов Организации Исламская Конференция (ОИК).
6 ноября 1994 года по результатам всенародного референдума была принята конституция Таджикистана, тогда же президентом был избран Эмомали Рахмонов.
27 июня 1997 года президентом Эмомали Рахмоновым и лидером оппозиции Саидом Абдулло Нури было подписано «Общее соглашение о мире и национальном согласии в Таджикистане» Этот день был объявлен в республике государственным праздником «День национального единства». С 1 апреля 2000 года работала Комиссия по национальному примирению (КОМ) в составе 26 членов (13 членов — от правительства РТ и 13 членов — от бывшей оппозиции). Однако в течение нескольких лет после окончания гражданской войны правительство было не в состоянии полностью контролировать некоторые районы страны, в том числе Гарм и Раштский район, где местные полевые командиры не приняли условия мирного урегулирования. В этих районах продолжал процветать бандитизм.
3 ноября 1998 года начался антиправительственный мятеж бывшего полковника спецбригады МО РТ Махмуда Худойбердыева в Ходженте и Согдийской области, который 10 ноября закончился разгромом мятежников.
Эмомали Рахмонов вновь выиграл президентские выборы 1999 года, набрав 97,6 % голосов. На парламентских выборах 2000 года Народно-демократическая партия Таджикистана, которую Рахмонов возглавлял с 1998 года, заняла большинство мест.
10 октября 2000 года Таджикистан подписал Договор об учреждении ЕврАзЭС.
30 октября 2000 года была введена национальная валюта «сомони».
15 июня 2001 года Таджикистан вступил в Шанхайскую организацию сотрудничества.
14 мая 2002 года Таджикистан вступил в Организацию Договора о коллективной безопасности.
В 2009 году были введены в эксплуатацию ГЭС Сангтуда — 1, построенная совместно с Российской Федерацией, и высоковольтные линии электропередач «Юг — Север»(ЛЭП-500) и «Хатлон — Челанзар» (ЛЭП-220). Они позволили соединить энергосистему южных и северных районов Таджикистана.

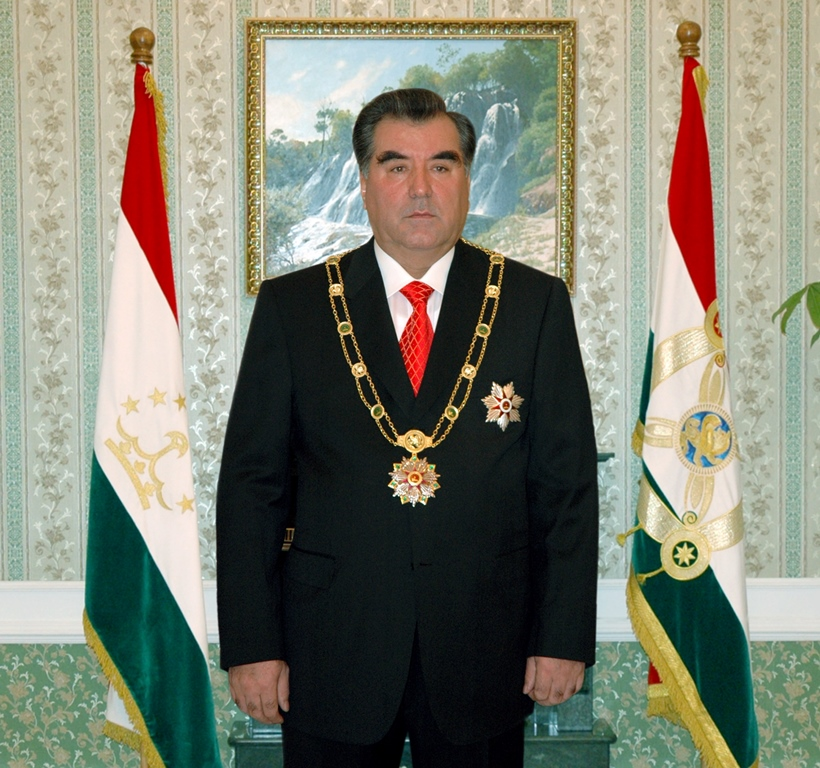
Президент Таджикистана Эмомали Рахмон в ноябре 2006 года

В 2006—2010 годах были построены автомобильные дороги Душанбе — Худжанд — Чанак (Узбекистан), Душанбе — Джиргиталь — Сариташ (Кыргызстан), автомобильных тоннелей «Истиклол» на Анзобском перевале, Шаршар и Шахристан. Они обеспечили круглогодичное автомобильное сообщение между северными и южными районами Таджикистана с выходом на Узбекистан и Кыргызстан.
С сентября 2010 года по апрель 2011 года в Раштском районе продолжались бои между правительственными войсками и антиправительственными группировками.
Существенное негативное влияние на экономику Таджикистана оказывали конфликтные отношения с соседним Узбекистаном. С ноября 2009-го по февраль 2010 года узбекские железнодорожники задержали около 400 вагонов грузов, предназначавшихся Таджикистану, а с начала февраля по июнь — уже порядка 2000. В ноябре 2011 года Узбекистан после взрыва на линии Галаба—Амузанг полностью прекратил железнодорожное движение на этом участке, что означало транспортную блокаду всего южного Таджикистана. В январе 2012 года Узбекистаном под предлогом ремонта были закрыты 9 из 16 пропускных пунктов на границе с Таджикистаном. В апреле 2012 года Узбекистан прекратил поставки в Таджикистан природного газа, что создало угрозу для работы Таджикского алюминиевого завода.
Все эти меры связывали с тем, что Узбекистан резко возражает против строительства Рогунской ГЭС в Таджикистане. Оно может привести к обмелению Амударьи, что нанесет урон хлопководству Узбекистана. Кроме того, как утверждают в Узбекистане, строящаяся плотина ГЭС находится в сейсмоопасной зоне и в случае её разрушения теоретически могут быть затоплены и населенные пункты Узбекистана ниже по течению.
Также между Узбекистаном и Таджикистаном существовал территориальный конфликт вокруг Фархадской ГЭС
В сентябре 2011 года был введён в эксплуатацию первый агрегат Сангтудинской ГЭС-2 (мощность 220 МВт), которая строилась совместно с Исламской Республикой Иран).
В июле 2012 года после убийства начальника управления Государственного комитета национальной безопасности (ГКНБ) Республики Таджикистан по Горно-Бадахшанской автономной области генерал-майора Абдулло Назарова произошёл вооружённый конфликт в Хороге.
10 декабря 2012 года Таджикистан вступил во Всемирную торговую организацию (ВТО).
При отсутствии настоящей оппозиции президент Рахмонов переизбирался на выборах 2006 года и выборах 2013 года. Со временем от власти отстранили как проправительственных, так и оппозиционных полевых командиров периода гражданской войны.
В сентябре 2014 года был запущен второй агрегат Сангтудинской ГЭС-2 мощностью 110 МВт. После полной сдачи в эксплуатацию Сангтудинская ГЭС-2 способна вырабатывать до 1 млрд кВт/ч электроэнергии или 220 МВт.

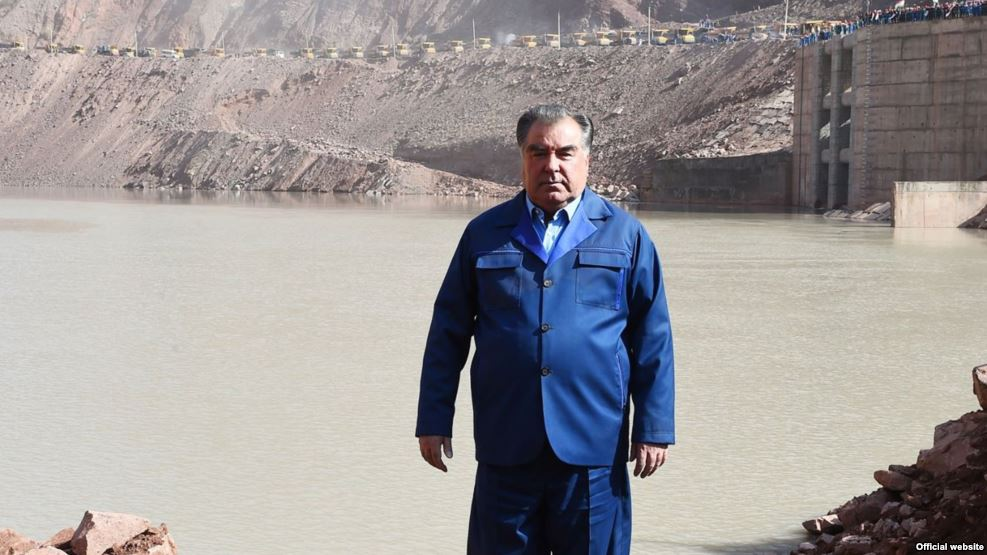
Президент Таджикистана Эмомали Рахмон на фоне строящейся Рогунской ГЭС, октябрь 2016 года

4 сентября 2015 года в результате нападения на склад оружия в Душанбе погибли 26 человек, в том числе девять милиционеров. По утверждению правительства, произошедшее было попыткой государственного переворота, организованного заместителем министра обороны Абдухалимом Назарзодой, бывшим оппозиционером времён гражданской войны. Это событие было использовано для запрета Партии исламского возрождения Таджикистана. 16 сентября 2015 года были задержаны и позже приговорены к длительному тюремному заключению 13 лидеров этой партии. К лету 2018 года по обвинению в связях с ПИВТ арестовали свыше 100 человек. 27 из них получили сроки заключения длительностью от трех до 25 лет.
После прихода к власти в Узбекистане президента Шавката Мирзиёева узбекско-таджикские отношения улучшились. В 2017 году были возобновлены авиарейсы между столицами двух стран, была восстановлена железная дорога Галаба — Амузанг, была открыта международная автодорога А-377 на участке Самарканд — Пенджикент, возобновили работу пункты пропуска на узбекско-таджикской границе.
16 ноября 2018 года был введён в эксплуатацию первый агрегат Рогунской ГЭС.
В октябре 2020 года Рахмон был переизбран на новый президентский срок.
В апреле-мае 2021 года произошёл вооружённый конфликт на киргизско-таджикской границе.
В ноябре 2021 года в Хороге произошло противостояние между властями и протестующими, повлекшее жертвы.
В мае 2022 года в Горном Бадахшане началось новое противостояние между властями и протестующими, повлекшее жертвы.
В сентябре 2022 года на границе с Кыргызстаном снова вспыхнул конфликт, в ходе которого по состоянию на 24 октября 2022 года погибли 59 граждан Таджикистана и 63 граждан Кыргызстана.